# Kościół św. Jana Chrzciciela w Giemlicach
Kościół św. Jana Chrzciciela w Giemlicach – katolicki kościół parafialny zlokalizowany w Giemlicach w województwie pomorskim, w powiecie gdańskim, w gminie Cedry Wielkie. Jest siedzibą parafii św. Jana Chrzciciela.

## Historia
Za panowania księcia Mściwoja II wieś trafiła w ręce cystersów z Pelplina. Od 1592 do 1772 była własnością jezuitów ze Starych Szkotów.
Pierwszy kościół we wsi, wzniesiony najpewniej przez cystersów, pochodził z XIV lub XV wieku, ale został zburzony w trakcie wojen napoleońskich. Był filią świątyni w Steblewie. W trakcie reformacji obiekt nie przeszedł w ręce protestantów, co było ewenementem na tych terenach. W tym okresie pozostawał jedynym katolickim kościołem na Żuławach Gdańskich. Krótko rezydował tu protestancki proboszcz Johannes Buncke, ale szybko został usunięty z urzędu. Obecny kościół wzniesiono w latach 1840–1841. Wieża i fragment dachu zostały zniszczone podczas działań wojennych w 1945. Obiekt remontowano w latach 1968, 1973 i 2007, kiedy to odbudowano wieżę, którą poświęcił arcybiskup Tadeusz Gocłowski 24 czerwca 2008, co upamiętnia stosowna tablica.

## Architektura
Murowana, tynkowana, orientowana, jednonawowa, wzniesiona na planie prostokąta budowla stoi w centrum wsi. Reprezentuje styl neoromański. Od wewnątrz przykryta jest płaskim stropem. Ma wydzielone prezbiterium z zakrystią i 27-metrową wieżę od strony zachodniej. Kruchtę umieszczono u podstawy wieży, którą zwieńcza wieloboczna izbica nakryta hełmem z kulą oraz krzyżem.

## Wyposażenie
Wyposażenie pochodzi głównie z wieków XVIII–XIX. Ołtarz główny reprezentuje styl barokowy. Umieszczono w nim dwa obrazy, w tym w polu głównym Chrzest Chrystusa, a w górnym Świętego Michała. Ołtarz ten zdobią rzeźby świętych Piotra i Pawła, a na szczycie – Chrystusa z aniołami. Ołtarze boczne stylowo są zbliżone do głównego. Ambona jest późnobarokowa i bogato rzeźbiona. Chór muzyczny, chrzcielnicę, konfesjonał, feretron i krucyfiks w kruchcie wykonano w XIX wieku, a prospekt organowy w wieku XVIII. Cenne są świeczniki z 1699. Ufundowali je mieszkańcy wsi, Anna i Jakub Diesterwalter.

## Otoczenie
Przy kościele stoi ceglana plebania oraz dzwonnica z dwoma dzwonami datowanymi na 1699 i 1837. W przeszłości istniał tu cmentarz (pozostały poń części nagrobków). Około 150 metrów od świątyni wznosi się kapliczka z 1904, zwieńczona figurą Maryi z dzieciątkiem Jezus. Obok kościoła znajduje się grób żołnierza wyklętego, Franciszki Pomarańskiej (pseudonim Błyskawica, ur. 1926, zm. 1945), łączniczki porucznika Augustyna Westphala. Pochowano tu też księdza prałata Franciszka Fecko (1938–2017), proboszcza giemlickiego w latach 1974–2012.

## Tablice pamiątkowe
W kościele wisi tablica upamiętniająca proboszczów giemlewskich.

## Galeria

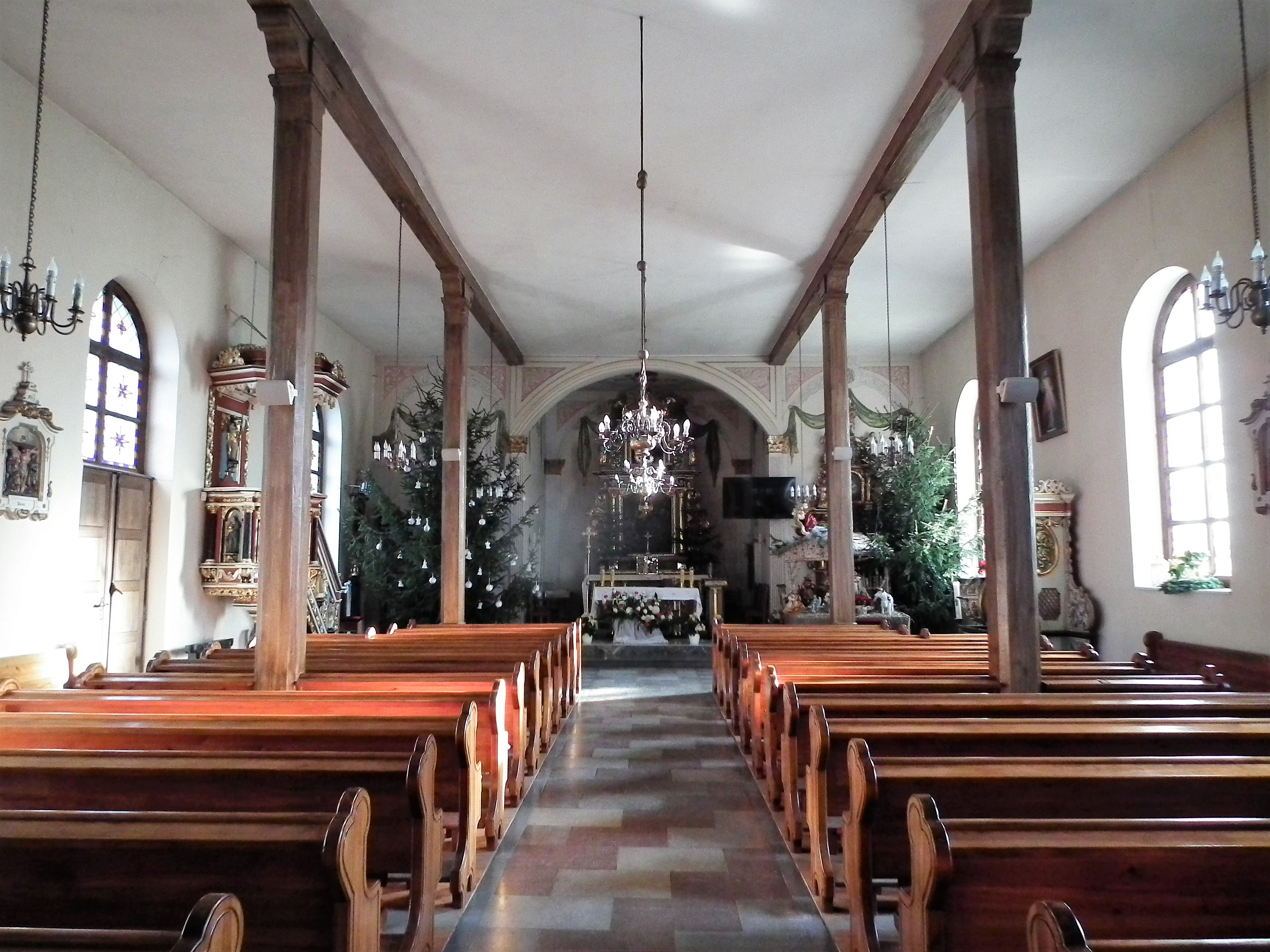
Wnętrze z ołtarzem
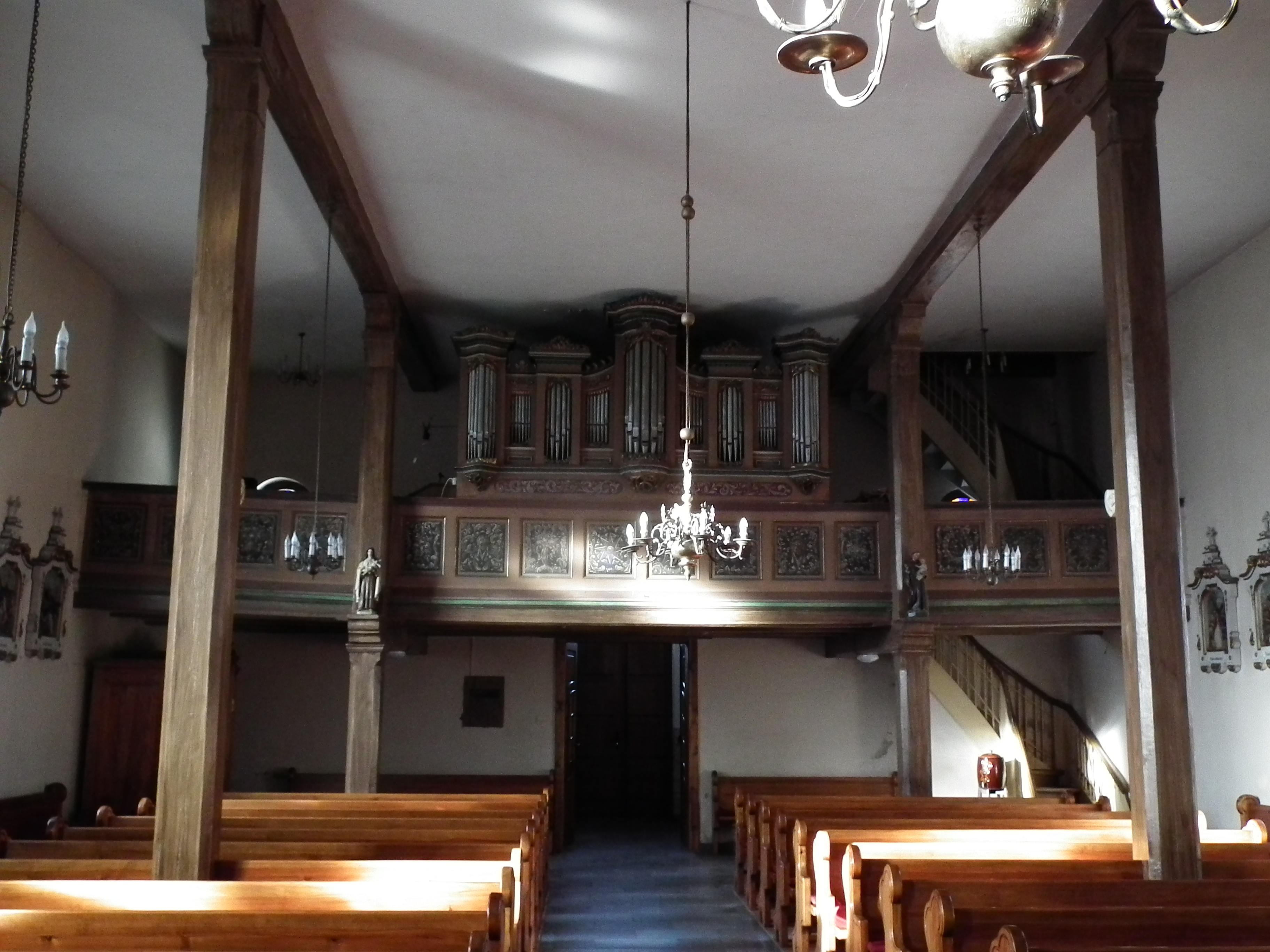
Prospekt organowy
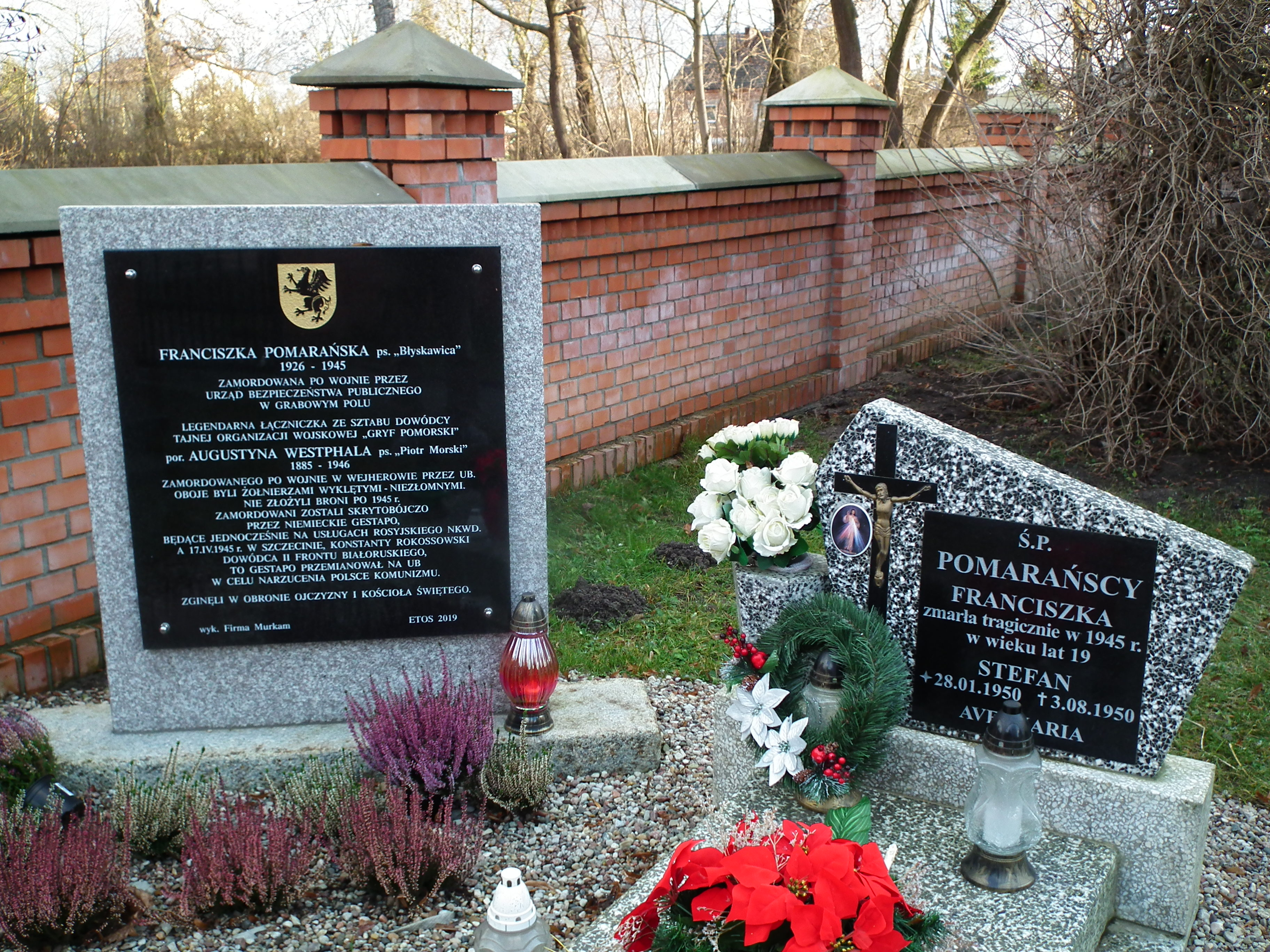
Grób Franciszki Pomarańskiej